# Sora (Spagna)
Sora è un comune spagnolo di 182 abitanti situato nella comunità autonoma della Catalogna.